# Crise politique de 2021-2022 en Irak
La crise politique de 2021-2022 en Irak est une crise politique survenue en Irak depuis les élections législatives d'octobre 2021, lorsque les membres du Conseil des représentants de l'Irak étant incapables de former un gouvernement de coalition stable ou d'élire un nouveau président. Depuis le 7 novembre 2021, le système politique national est dans une impasse politique.

## Crise politique
De violents affrontements à Bagdad après les élections et la tentative d'assassinat du Premier ministre Moustafa al-Kazimi ont déclenché la crise. Le 18 novembre, Moqtada al-Sadr a déclaré qu'il souhaitait former un gouvernement majoritaire.
Le 9 janvier, le parlement nouvellement élu s'est réuni pour la première fois dans la zone verte pour élire le président du parlement et deux députés. La première session parlementaire était chaotique, le président du parlement par intérim Mahmoud al-Mashhadani (en) étant tombé malade et ayant été transporté à l'hôpital. Cependant, après cela, le législateur sunnite et actuel président du parlement Mohamed al-Halbousi (en) a été réélu pour un second mandat, avec Shakhawan Abdulla (en), du Parti démocratique du Kurdistan et Hakim al-Zamili (en), du Mouvement sadriste. Le Parti démocratique du Kurdistan, le Mouvement sadriste et le Parti du progrès ont réussi à occuper les trois postes grâce aux candidats de chaque bloc votant les uns pour les autres. Cela a conduit les factions chiites pro-iraniennes au parlement à ignorer le résultat et à affirmer qu'elles ont 88 sièges, plus que le mouvement sadriste. Le Parlement a ensuite été temporairement suspendu mais a ensuite pu reprendre après un examen par la Cour suprême irakienne.
Selon la Constitution irakienne, un président doit être choisi dans les 30 jours suivant l'élection du président du parlement. Le président sortant Barham Salih a été choisi par l'Union patriotique du Kurdistan pour briguer un second mandat potentiel à la présidence, tandis que le Parti démocratique du Kurdistan a choisi l'ancien ministre des Affaires étrangères Hoshyar Zebari pour briguer le poste, une deuxième tentative pour la présidence du Parti démocratique du Kurdistan.
En mai 2022, aucun gouvernement n'a été formé et aucun président n'a été nommé par le parlement. Le 13 juin 2022, 73 députés du bloc d'al-Sadr ont démissionné du parlement,. Le 23 juin, le Conseil des représentants a assermenté 73 nouveaux membres à leur place.
Le 17 juillet, des enregistrements secrets ont été divulgués de Nouri al-Maliki, l'ancien Premier ministre, dans lesquels il critiquait al-Sadr. Cela aurait été controversé et aurait contribué à aggraver la crise. Le 25 juillet, le cadre a nommé l'ancien ministre et gouverneur de la province de Maysan Mohammed Shia' Al Sudani au poste de Premier ministre. Le 27 juillet, mécontents de l'influence de l'Iran sur la gouvernance intérieure irakienne, les partisans d'al-Sadr ont pris d'assaut la zone verte et le Parlement irakien à Bagdad. Après un appel public d'al-Sadr à « prier et rentrer à la maison », la foule s'est dispersée.